# Kiukainen

Wappen der ehemaligen Gemeinde Kiukainen

Lage von Kiukainen in Finnland

Kiukainen (schwedisch Kiukais) ist eine ehemalige Gemeinde mit 3.338 Einwohnern in Westfinnland. Sie liegt rund 45 km östlich der Hafenstadt Pori in der Landschaft Satakunta. In Kiukainen wird ausschließlich Finnisch gesprochen.
Zum Jahresbeginn 2009 wurde Kiukainen in die Nachbargemeinde Eura eingemeindet.
Die politische Gemeinde bestand seit 1872 und umfasst neben dem Kirchdorf Kiukainen die Orte Eurakoski, Harola, Köylypolvi, Laihia, Laukola, Mäkelä, Panelia und Rahvola. Seit 1989 unterhält die Gemeinde eine Partnerschaft zur russischen Stadt Boksitogorsk.
Die Dörfer der Gemeinde weisen noch Holzhäuser aus dem 19. Jahrhundert und frühen 20. Jahrhundert auf  und stellen in ihrer Gesamtheit eine reizvolle Kulturlandschaft dar.  Die hölzerne Pfarrkirche von Kiukainen wurde im Jahr 1761 errichtet, der Glockenturm im Empirestil 1846. Die Granitkirche des Ortes stammt aus dem Jahr 1909. Über das Gemeindegebiet verstreut finden sich zahlreiche Steinhügelgräber, darunter das so genannte „Königsgrab“ (Kuninkaanhauta), das größte seiner Art in Finnland.
Die größten Arbeitgeber der Gemeinde sind die Gemeindeverwaltung und verschiedene mittelständische Industrie- und Handwerksbetriebe, darunter eine Glaserei und bis 2003 die Lederfabrik Satanahka bzw. die nachfolgende Sata Leather.